# ティターン・バリカディ
ティターン・バリカディ (ロシア語: Титан-Баррикады、ラテン文字転写: Titan-Barrikady) は、ロシアのヴォルゴグラードに拠点を置く国防産業企業である。1914年にバリカディ生産組合 (Barrikady Production Association) と ティターン設計局が合併して設立された。モスクワ熱技術研究所の子会社である。正式名称は連邦研究生産センター「ティターン・バリカディ」(Акционерное общество "Федеральный научно-производственный центр "Титан-Баррикады")という。

## 歴史
1914年にツァーリツィン兵器工場 (Tsaritsyn Weapons Factory) として設立され、ロシア革命後によりレッド・バリケードと改名された。ヨーロッパ最大の軍需工場で、ティターン設計局は工場付属設計局であった。第二次世界大戦ではバルバロッサ作戦に巻き込まれて壊滅的な打撃を受けたが、1944年には生産を再開した。ティターン設計局は、1990年に工場から分離・独立した。

### 1914年—1942年
第一次世界大戦の開戦前の時点で、ロシア帝国が保有する海軍艦艇用大口径砲の生産工場はサンクトペテルブルクのオブコフ国立工場 1箇所しかなかった。
このため、既に中小口径砲の生産で実績があったペルミ火砲工場を中心として生産体制を整備し、ツァリーツィン (1925年にスターリングラード、1961年にヴォルゴグラードに改名)に工場を建設することが決定された。工場建設はロシア帝国砲兵工廠と、そのパートナーであったイギリスのヴィッカースにより進められることになり、1914年に建設開始、1917年には最初の砲が出荷された。また、同年からエフゲニー・アレクサンドロヴィチ・ベルカロフの指導の下、火砲の設計が行われるようになった。
1938年にはより強力な火砲を開発するため、イリヤ・イワノヴィチ・イワノフ率いる第221設計局 (OKB-221) が組織され、Barrikady (Баррикады) から採った "Br-" シリーズの臼砲やカノン砲、榴弾砲を開発した。
- Br-5 280mm臼砲
- Br-17 210mmカノン砲
- Br-18 305mm榴弾砲

1942年8月、スターリングラード攻防戦の戦火を避けるため第221設計局は解散され、技術者はそれぞれ以下の工場に疎開した。
- 中央砲兵設計局 (現RKKエネルギア) (カリーニングラード (現コロリョフ))
- 特殊機械製造設計局（英語版） (レニングラード)
- 第9設計局 (OKB-9)（ロシア語版） (スヴェルドロフスク)
- 第172設計局 (OKB-172)（英語版） (ペルミ)
- 第75設計局 (OKB-75)（英語版） (ユルガ)

イワン・イリイチ・リュドニコフ大佐率いる第138狙撃師団とステパン・サヴェーレヴィチ・グリエフ少将率いる第39親衛自動車化狙撃師団が工場の防衛を担当したが、1942年8月から1943年1月にかけての激しい戦闘で工場の大部分が破壊された。1944年には部分的に復旧し、再び火砲を生産して前線に送り出すようになった。

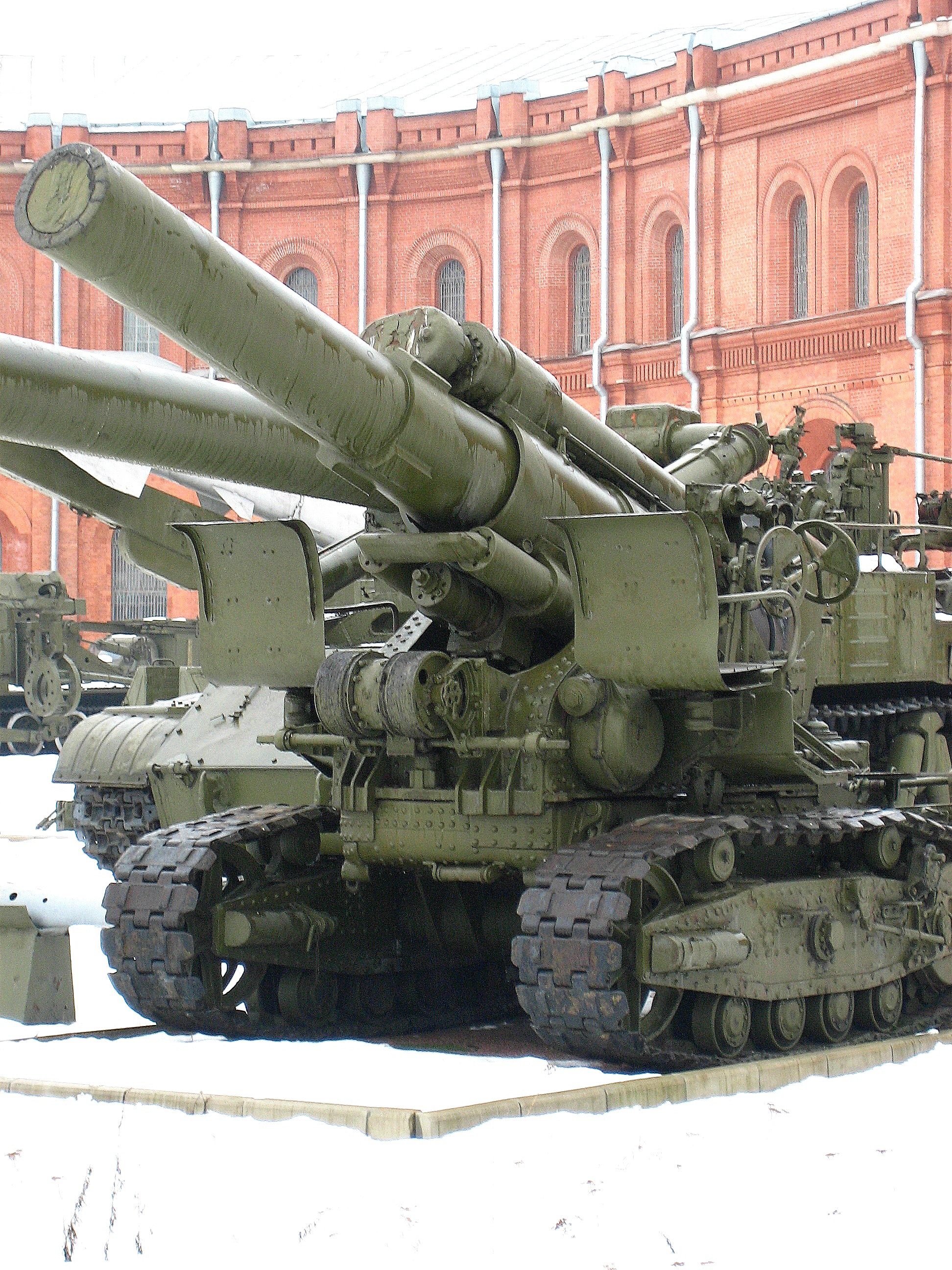
Br-5 280mm臼砲
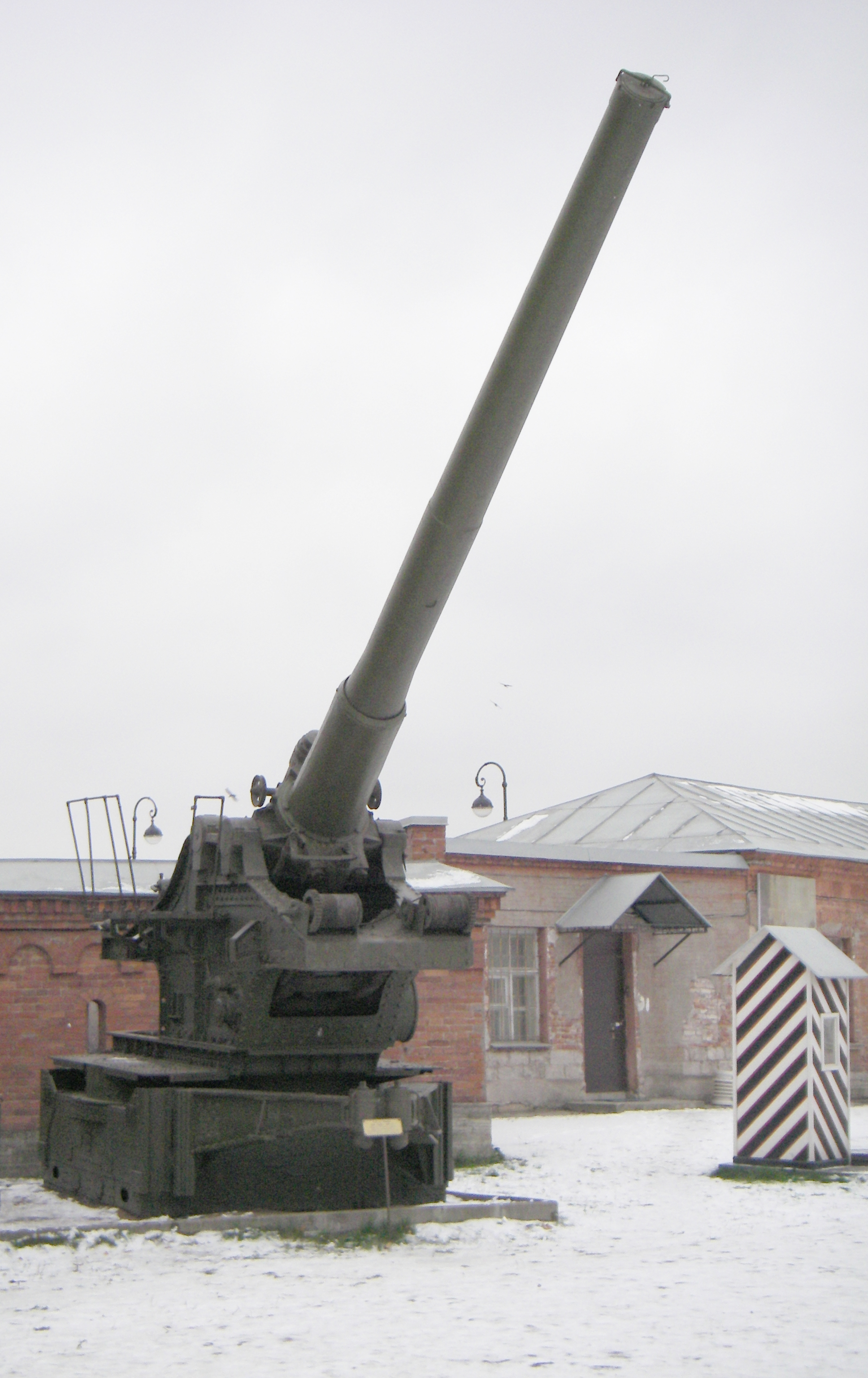
Br-17 210mmカノン砲
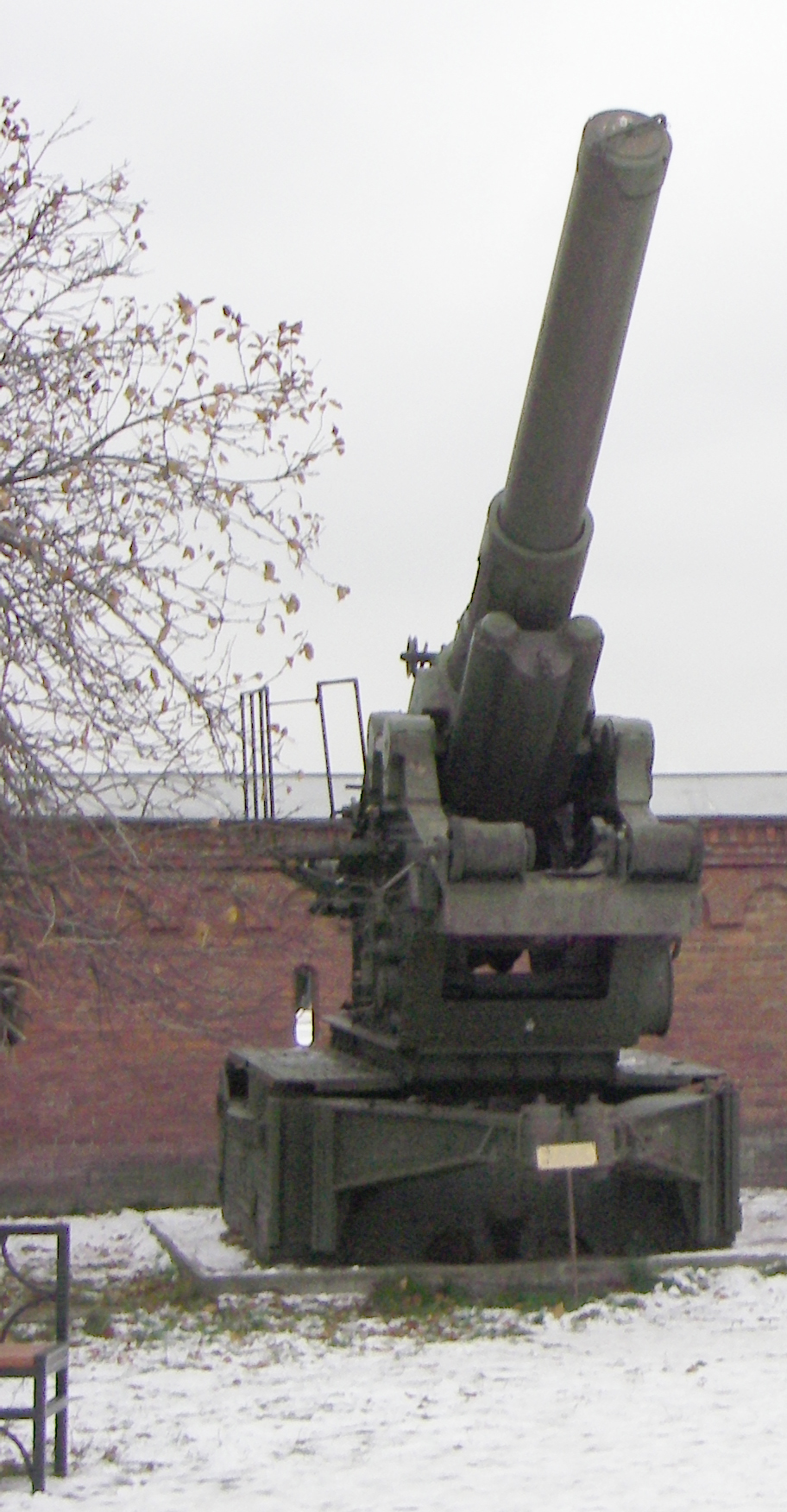
Br-18 305mm榴弾砲

### 1950年—1990年
1950年1月、特別設計局SKB-221が改めて発足し、ゲオルギー・イワノヴィチ・セルゲーエフが主任設計者となった。1950年代には、大中口径砲の設計および生産が中心であったが、石油掘削装置や原子力機器の生産も担当した。
- スターリングラード級重巡洋艦用305mm主砲
- S-23 180mmカノン砲
- D-25 122m戦車砲
- D-74 122mmカノン砲
- D-20 152mm榴弾砲
- B-4 203mm榴弾砲およびBr-2 152mmカノン砲を近代化し牽引砲化したB-4MおよびBr-2M
- SM-9沿岸砲
- 艦載用高射砲SM-4
- 艦載用高射砲SM-27 (特殊機械製造設計局 (TsKB-34との共同開発)
- 航空用徹甲爆弾BRAB-1500およびBRAB-3000の試験用MK-1 1200mm砲
- VM型原子炉格納容器 (ニジニ・ノヴゴロド機械製造工場との共同開発)
- クルチャトフ研究所向けBR-224原子炉支持架
- 浅深度掘削装置BU-40（ギプロネフテマシュとの共同開発)
- 掘削装置BU-50BRおよびBU-75BR

1960年代には新たに近距離戦術弾道ミサイルシステムおよび中距離戦術ミサイルシステムと輸送起立発射機の分野にも進出した。
- 2K1 マルス
- 2K6 ルーナ

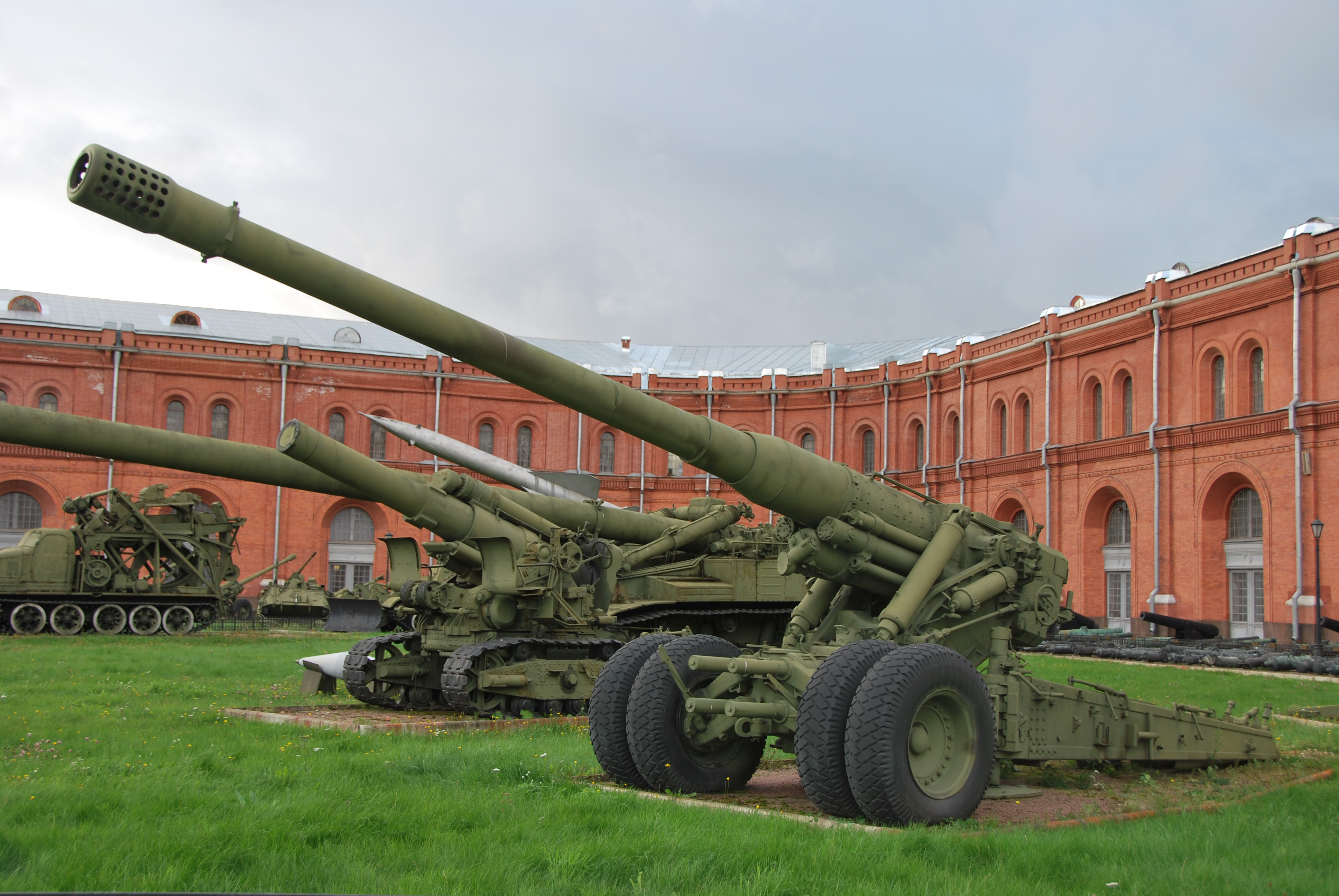
TR-1 テンプ-S
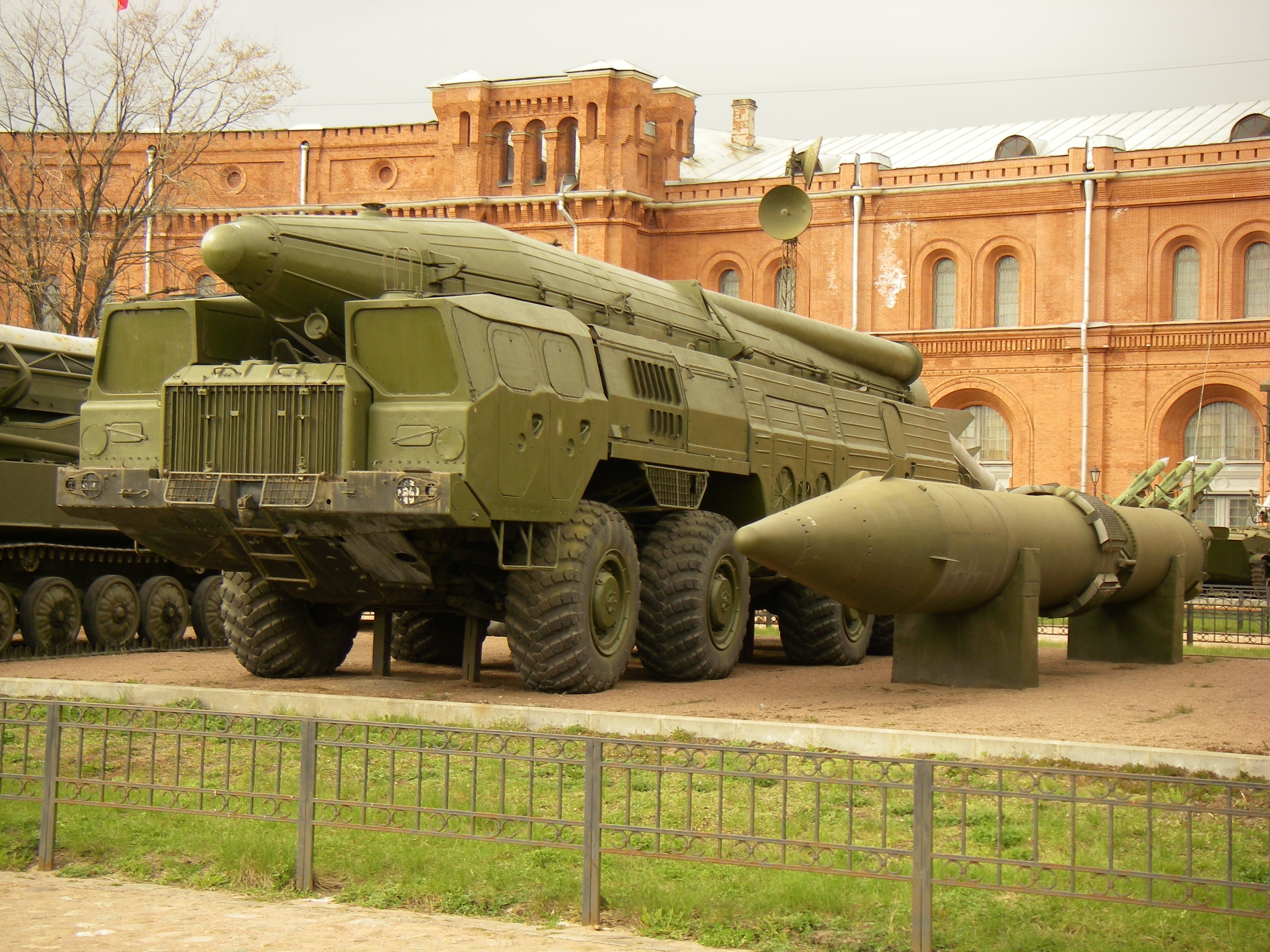
9K76 テンプ-S
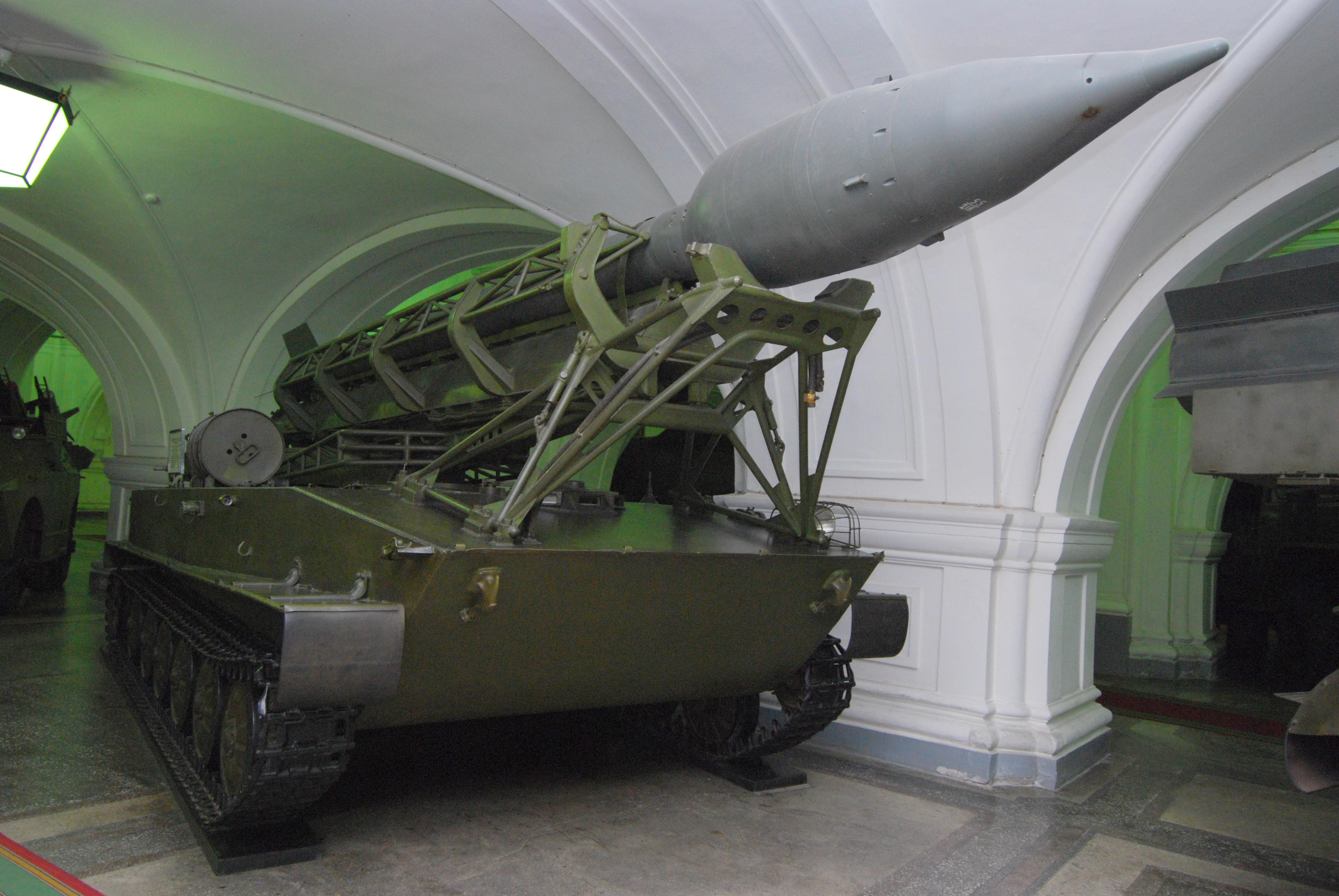
2K1 マルス
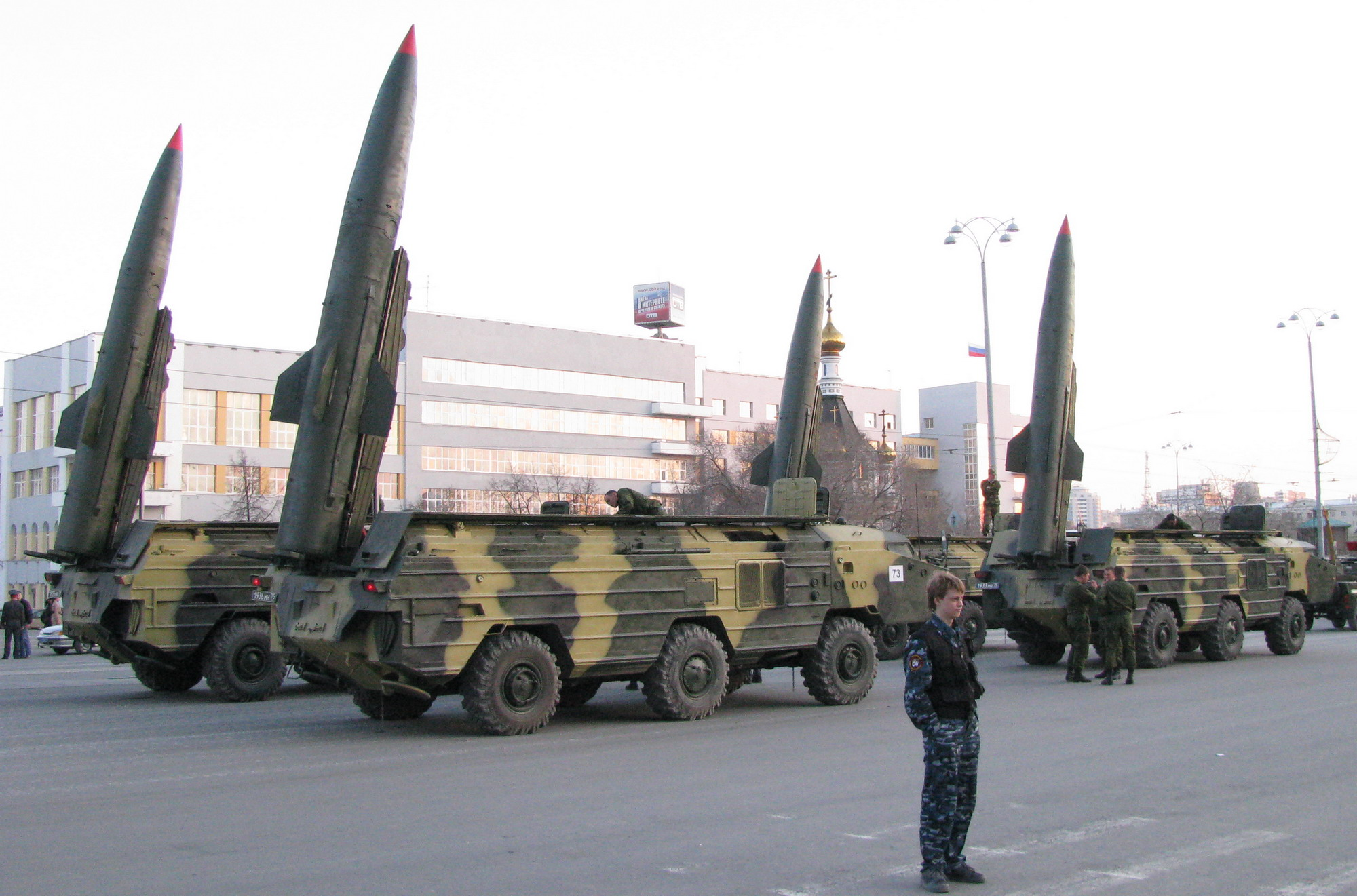
9M79 トーチカ
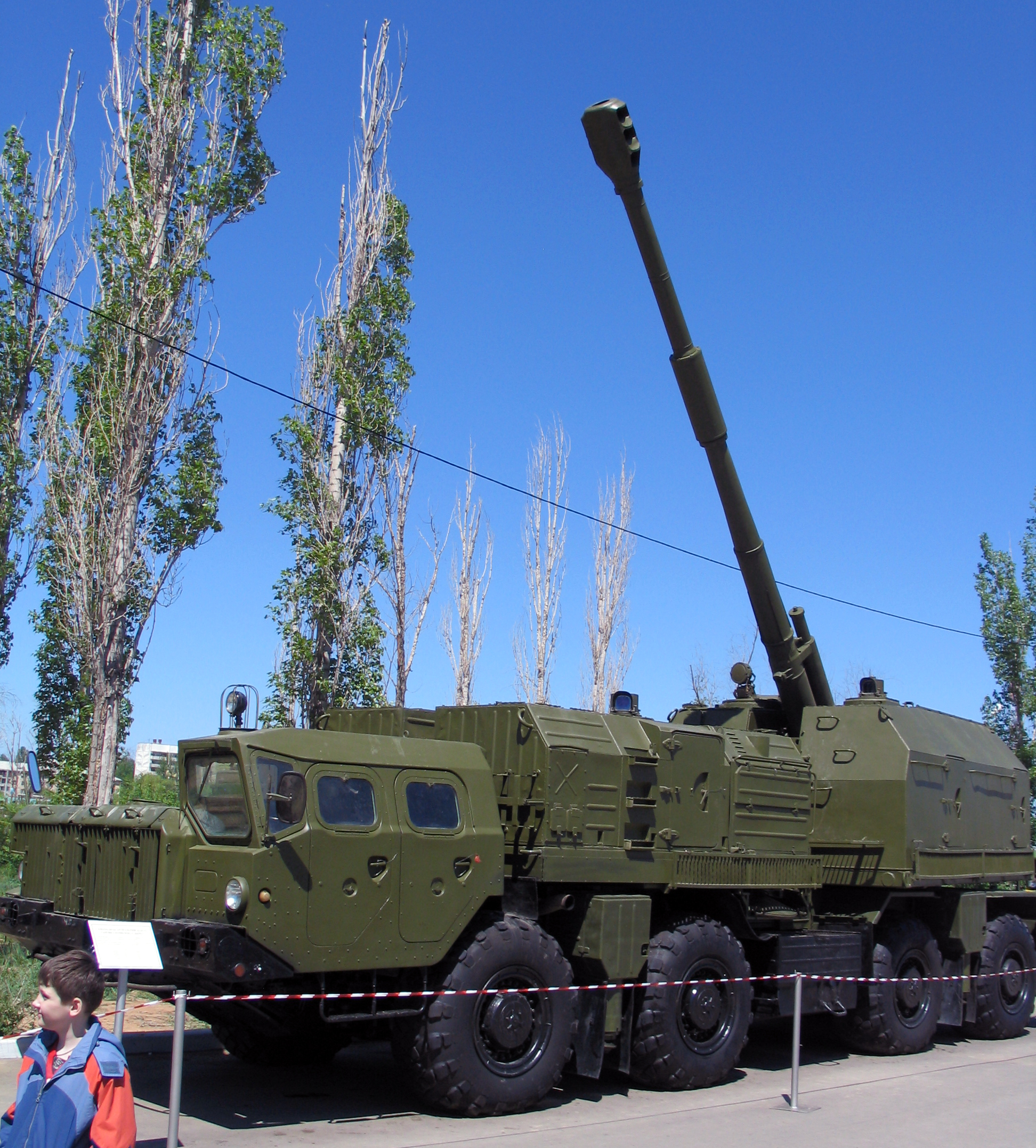
A-222 130mm自走沿岸砲 ベーレク

1973年にはヴァレリアン・マルコヴィチ・ソボレフ率いる戦略弾道ミサイル担当の OKB-1 と、セルゲーエフ率いる砲システムおよび戦術弾道ミサイル担当の OKB-2 に分割されたが、1970年代を通して協力して開発に取り組んだ。
- 大陸間弾道ミサイル RT-21 テンプ-2S（英語版）
- 戦術弾道ミサイル OTR-21 トーチカ (KBマシノストロイェニヤと共同開発)
- 中距離弾道ミサイル RSD-10 ピオネール
- 戦術弾道ミサイル OTR-23 オカー
- 2S7ピオン 203mm自走カノン砲用2A44カノン砲
- 2A65ムスタ-B 152mm榴弾砲
- 2S19ムスタ-S 152mm自走榴弾砲
- A-222 130mm自走沿岸砲

1983年には OKB-1、OKB-2 および試作生産ラインが統合されて中央設計局 (TsKB) に改組され、OKB-1 のソボレフと OKB-2 のセルゲーエフ、それにコンスタンティン・ペトロヴィチ・イェシンが設計技師となった。1990年9月には中央設計局がバリカディ生産組合から独立し、ティターン中央設計局 (TsKB Titan) となった。1980年代には次のものを開発した。
- 大陸間弾道ミサイル RT-2PM トーポリ (主設計はモスクワ熱技術研究所)
- 戦術弾道ミサイル  トーチカ-U
- 大陸間弾道ミサイル RSS-40 クーリエ（ロシア語版） (開発中止)

- S-23
- 9K76 テンプ-S
- 2K1 マルス
- 9M79 トーチカ
- A-222 130mm自走沿岸砲 ベーレク

### 1991年—2014年
1991年11月19日、ティターン中央設計局は国有企業として独立し、ヴィクトル・シュリーギンが主任設計技師兼ジェネラルディレクターに就任した。1990年代は主にミサイル発射装置に注力していたが、民生分野の製品についても設計・製造を行うようになった。
- 大陸間弾道ミサイル RT-2PM2 トーポリM
- 戦域弾道ミサイル 9K720M イスカンデルM
- 人工衛星打ち上げロケット スタールト1
- ヴォルガ・ドン運河の通航管理用自動制御システム
- サラトフ州ゴールヌィでの化学兵器廃棄事業向け設備および自動制御システム

2004年にはティターン中央設計局はロシア連邦政府の命令により「連邦研究生産センター」に指定された。2000年代には以下の製品を開発した。
- A-222 130mm自走沿岸砲 ベーレク
- クレド-1S偵察レーダー搭載車両 SU6870
- 潜水艦発射弾道ミサイル R-30 ブラヴァー
- 大陸間弾道ミサイル RS-24 ヤース
- 2S19ムスタ-S 152mm自走榴弾砲用2A64 152mm榴弾砲
- 白海・バルト海運河の閘門システム近代化
- コチェトフ水力発電所2号系統の自動制御システム

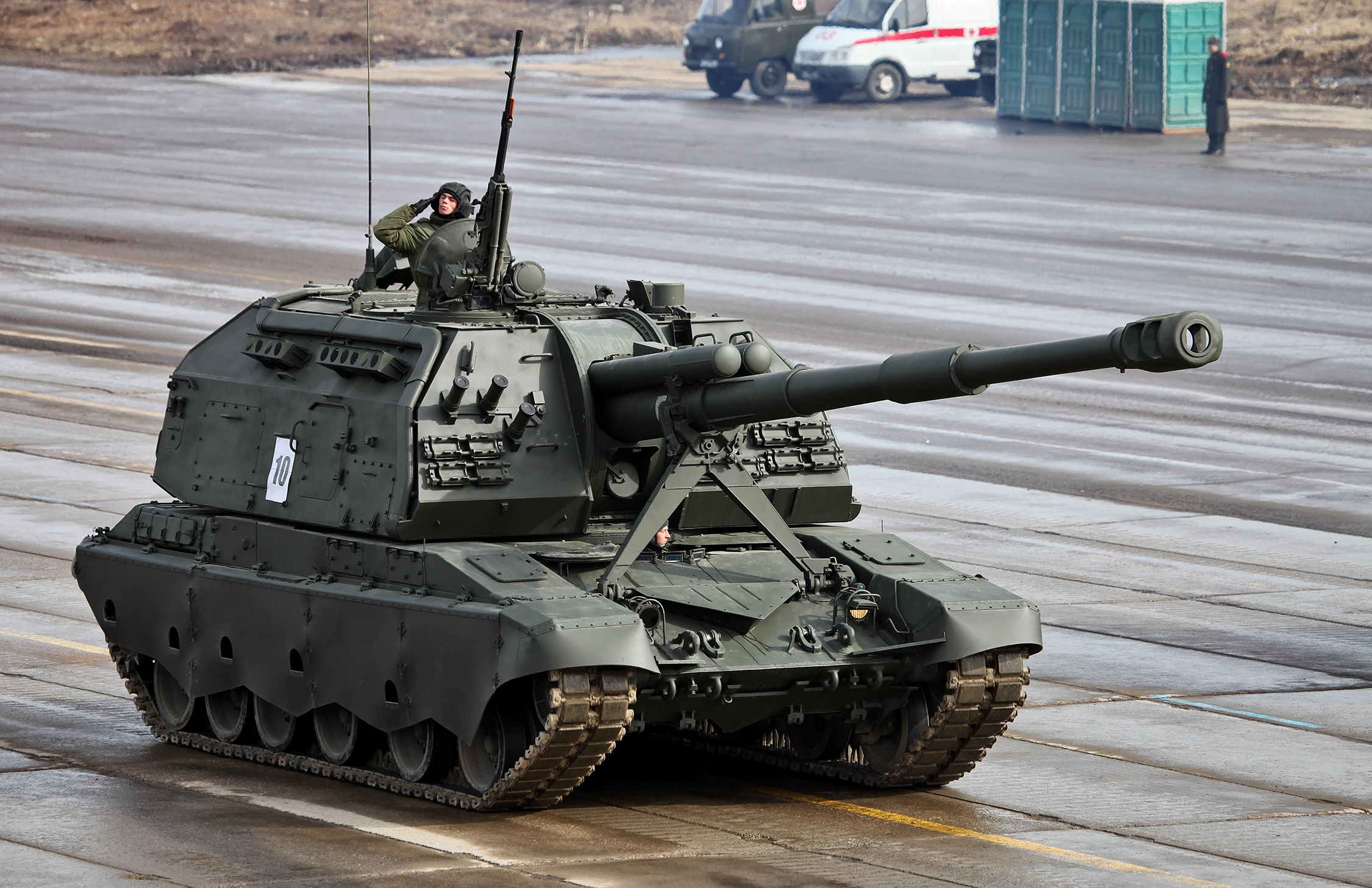
ムスタ-S
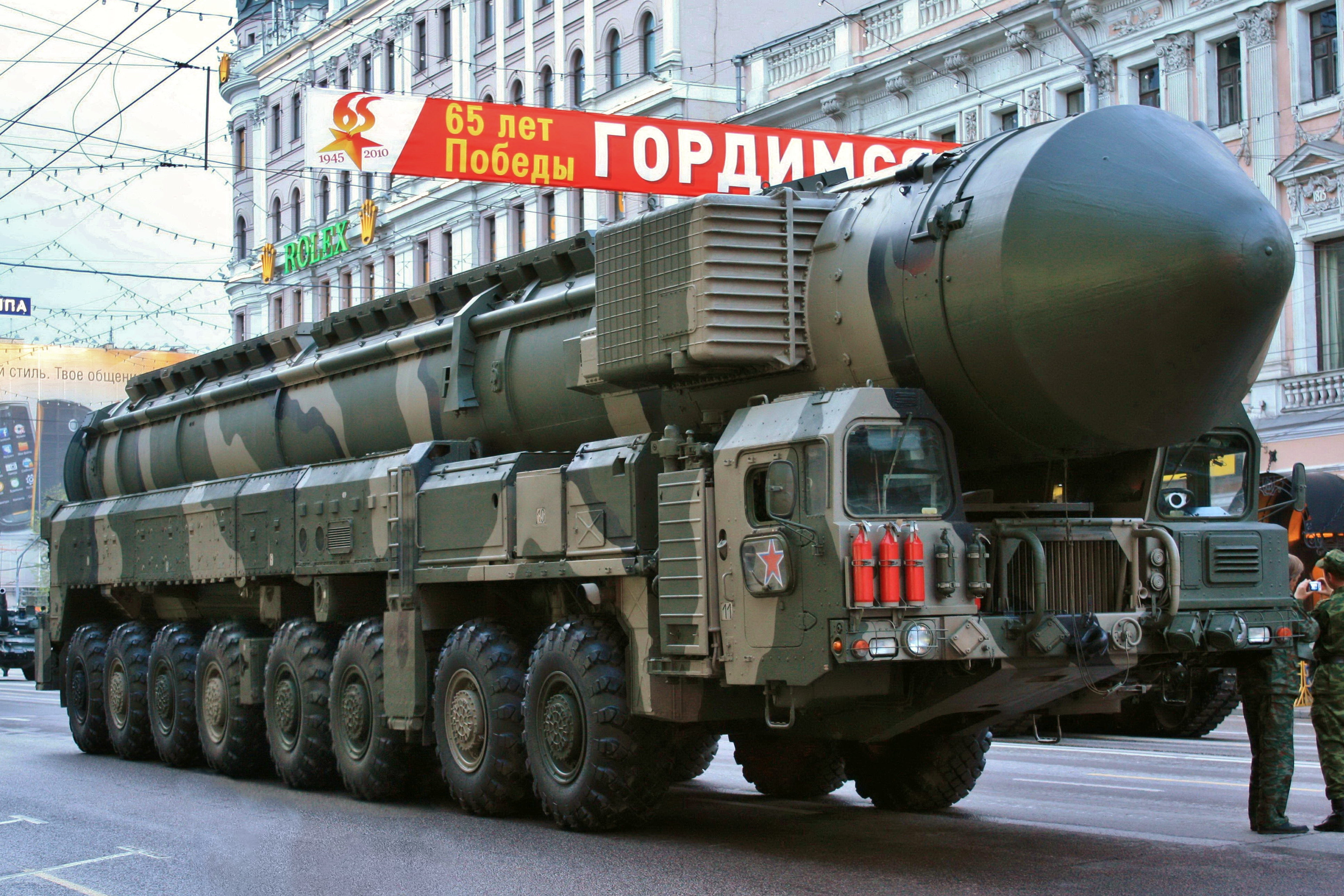
トーポリM
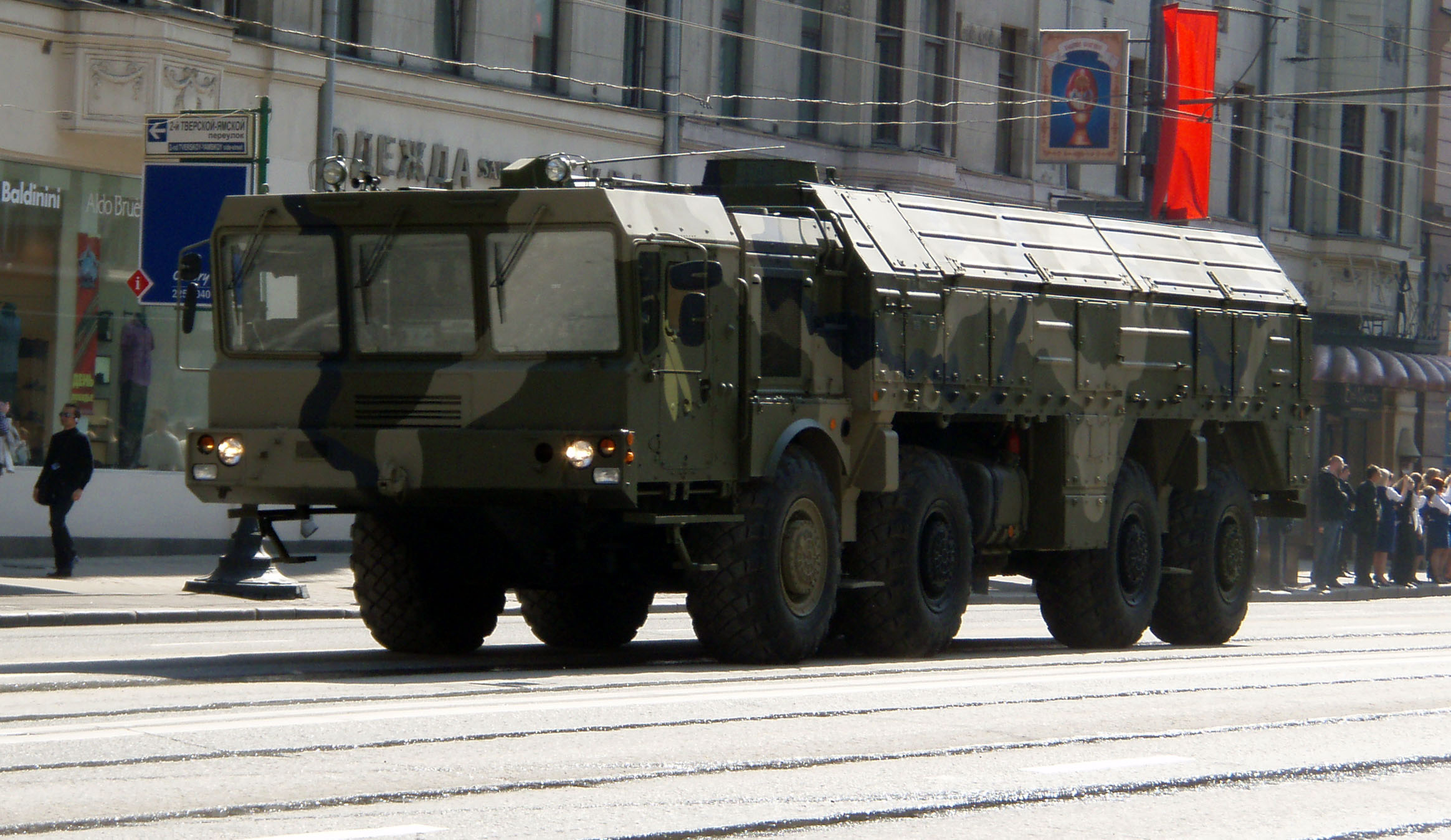
イスカンデルM
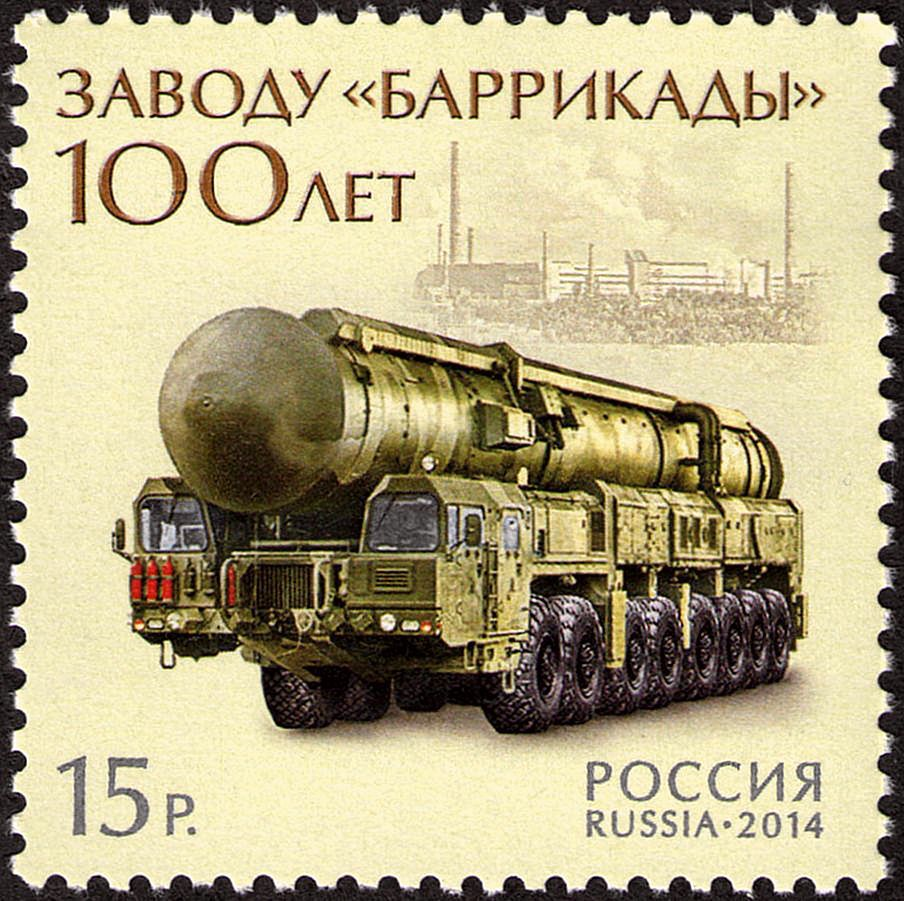
2014年に発行された創立100周年記念切手

2008年には冶金工場がロステック傘下のロススペツスタール (RusSpetsStal) の子会社であるクラースヌイ・オクチャーブリ製鉄所に売却された。
2010年1月には公開株式会社となり、2011年3月25日からは株式会社化されたモスクワ熱技術研究所のグループ会社となった。

### 2014年以降
2014年3月7日のロシア連邦政府令 #334-p「公開株式会社 ティターン中央設計局とバリカディ生産組合の再編」に基づき、2014年10月1日をもってバリカディ生産組合の一切の資産・法的権利および義務ならびに知的財産がティターン中央設計局に移管され、「連邦研究生産センター 公開株式会社 中央設計局「ティターン」」(Федеральный научно-производственный центр ОАО ЦКБ «Титан») として統合された。
これにより、ミサイルおよび火砲専業で設計から量産まで一気通貫で手掛ける兵器製造会社となった。
2016年6月には株式会社 連邦研究生産センター ティターン・バリカディ (АО Федеральный научно-производственный центр "Титан-Баррикады") に改名された。

## バリカディ工場
バリカディ工場は、重機や大型鋳鋼品および鍛造品の分野においてロシア屈指の大手メーカーである。バリカディ掘削機器工場は、ロシアの石油掘削リグ製造において、エカテリンブルクにあるウラルマシュと双璧を為している。 
バリカディ工場では弾道ミサイルや野砲向けの移動型発射機も製造している。近隣のクラースヌイ・オクチャーブリ製鉄所から鋼材の供給を受けている。 